# Treculia
Treculia Decne. ex Trécul è un genere di alberi della famiglia delle Moracee, originario dell'Africa occidentale e centrale e del Madagascar.

## Tassonomia
Il genere comprende le seguenti specie:
- Treculia acuminata Baill.
- Treculia africana Decne. ex Trécul
- Treculia lamiana Leandri
- Treculia obovoidea N.E.Br.
- Treculia zenkeri Engl.

## Usi
Il membro più noto del genere, Treculia africana, comunemente noto come l'albero del pane africano, è usato come pianta alimentare.